# Robert Cregan
Robert Cregan (4 november 1988) is een Iers autocoureur. Zijn vader Richard Cregan is de chef van het Yas Marina Circuit in Abu Dhabi en de voormalige teammanager van het Formule 1-team Toyota.

## Carrière
Cregan begon zijn autosportcarrière in 2002 in het karting. Hij bleef hier tot 2005 actief. In 2006 maakte hij de overstap naar het formuleracing in de Formule Ford. In 2008 nam hij ook deel in de Gran Tourismo-sport in twee races van de Porsche Supercup voor het team Tolimit. In het seizoen 2010-2011 reed hij in het VAE-GT-kampioenschap waarin hij tweede werd in de GTC-klasse. In 2011 reed hij in de Fujitsu V8 Supercar Series, de tweede klasse van de Australische V8 Supercars. Hij werd hiermee de eerste Ier in dit kampioenschap. Met een achtste plaats als beste resultaat werd hij twaalfde.
In 2012 stapt Cregan over naar de GP3 Series. Nadat hij in februari al deelnam aan GP3-tests, sloot hij zich aan bij Ocean Racing Technology voor een zitje in dat seizoen. Hij is de eerste Ierse GP3-coureur. Met twee elfde plaatsen als beste resultaat behaalde hij geen punten en eindigde hij als 22e in het kampioenschap.
Op 30 oktober 2013 werd bekend dat Cregan na een jaar terugkeert in de GP3 bij Trident in de seizoensfinale op het Yas Marina Circuit, wat eigendom is van zijn vader Richard. Hij vervangt David Fumanelli bij het team.